# Requin pointe blanche
Vous lisez un « bon article » labellisé en 2014.
Carcharhinus albimarginatus · Requin à pointes blanches de récif, Requin houareau
Ne doit pas être confondu avec le Requin pointes blanches du large.
Espèce
Synonymes
- Carcharias albimarginatus Rüppell, 1837 (protonyme)

Statut de conservation UICN

 NT : Quasi menacé
Le Requin pointe blanche (Carcharhinus albimarginatus), appelé aussi Requin à pointes blanches de récif ou Requin houareau, est une espèce de requin de la famille des Carcharhinidae. Il a une aire de répartition fragmentée dans les eaux tropicales de l'océan Indien et de l'océan Pacifique. On rencontre souvent cette espèce au large de petites îles ou dans des récifs coralliens, et il peut vivre jusqu'à une profondeur de 800 m. Le Requin pointe blanche peut atteindre 3 m de long. Il est reconnaissable par l'extrémité blanche de ses nageoires pectorales, dorsales et caudale, ce qui le différencie du Requin dagsit (C. amblyrhynchos), plus grand et plus robuste.
C'est un superprédateur agressif, qui se nourrit d'une grande variété de poissons, mais aussi de raies de la famille des Myliobatidae, de petits requins et de céphalopodes. Cette espèce domine les autres requins de sa famille de même taille lorsqu'ils sont en compétition pour de la nourriture, et les plus grands individus sont souvent marqués de diverses cicatrices provenant de combats avec des congénères. Comme les autres requins de la famille des Carcharhinidae, le Requin pointe blanche est vivipare, et les femelles donnent naissance à entre un et onze jeunes durant l'été. Les Requins pointe blanche sont dangereux pour l'Homme, car ils s'approchent souvent très près des plongeurs. Cette espèce au taux de reproduction faible est pêchée pour sa viande, ses ailerons, sa peau, son cartilage, ses mâchoires et ses dents, tout cela conduisant au déclin de l'espèce et à sa disparition de certaines régions. De ce fait, l'Union internationale pour la conservation de la nature (UICN) l'a classée comme « quasi-menacée ».

## Description

### Morphologie

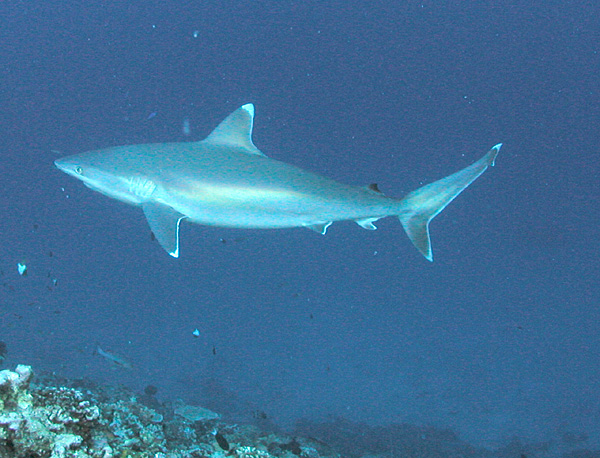
Le Requin pointe blanche est facilement reconnaissable à ses nageoires aux extrémités blanches.

Le Requin pointe blanche est une espèce robuste au corps fuselé avec un museau large et modérément long et de grands yeux ronds. Les cinq paires de fentes branchiales sont courtes. Il possède 12 à 14 rangées de dents de chaque côté de chacune de ses mâchoires, avec une ou deux petites dents situées à la symphyse entre les deux mâchoires. Les dents de la mâchoire supérieure sont larges, avec des pointes triangulaires obliques, et ce de façon plus marquée vers les extrémités de la mâchoire, et des dentelures près de la base. Les dents de la mâchoire inférieure ont des pointes hérissées avec de fines dentelures. La première nageoire dorsale est grande et triangulaire, et prend naissance au-dessus ou très légèrement devant l'extrémité des nageoires pectorales. Son extrémité est pointue. La seconde nageoire dorsale est implantée en face ou légèrement derrière l'origine des nageoires anales. Il y a une crête entre la première et la seconde nageoire dorsale. Les nageoires pectorales sont proportionnellement plus longues que chez la plupart des autres requins de cette famille, et en forme de faucilles avec des extrémités pointues,. Le corps est couvert de denticules dermiques se chevauchant légèrement et qui portent cinq à sept nervures longitudinales.
Sa coloration est bleu-gris dessus avec des reflets bronze et un dessous blanc. Il y a une mince bande blanche le long des flancs et l'extrémité et la bordure des nageoires est nettement marquée de blanc. La seconde nageoire dorsale est un peu plus foncée que le reste du corps. Le Requin pointe blanche peut atteindre 3 m de long, mais mesure généralement entre 2 et 2,5 m. Le plus gros requin jamais observé pesait 162,2 kg. Les femelles sont plus grosses que les mâles.

### Espèces similaires
Dans le genre Carcharhinus, une seule autre espèce présente des extrémités blanches à ses nageoires : le Requin longimane (C. longimanus). Ce dernier se différencie par des nageoires aux extrémités plus arrondies, et avec un marquage blanc qui ne s'étend pas sur leurs bordures. Par ailleurs, le Requin longimane vit dans les eaux du large, alors que le Requin pointe blanche vit dans les récifs, et il y a donc peu de chances de les confondre. Il peut partager l'habitat dans certains points de son aire de répartition d'un autre requin fréquent dans les récifs, le Requin dagsit, dont il se distingue facilement grâce à ses marques blanches mais également à sa silhouette plus massive et sa taille plus importante.

## Biologie et écologie

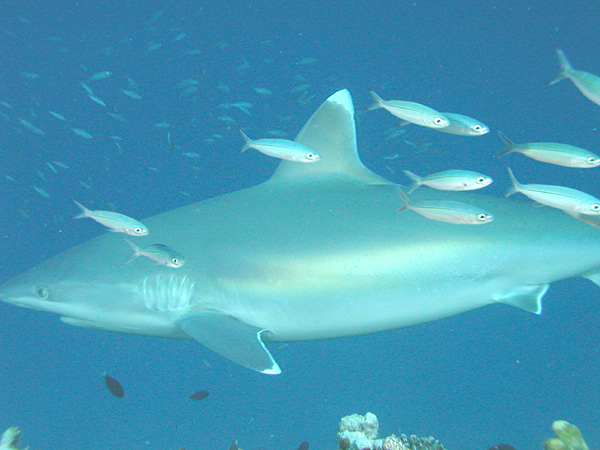
Un Requin pointe blanche à l'île de Nouvelle-Hanovre en Papouasie-Nouvelle-Guinée, les requins restent généralement toute leur vie sur le même récif.

### Comportement
Bien que le Requin pointe blanche soit très mobile, il montre une certaine fidélité à certaines zones géographiques et peut même se révéler territorial. On le rencontre généralement seul ou par paire,. Des petits groupes de femelles adultes ont été vues en eau profonde. Les Requins pointe blanche se montrent très agressifs les uns envers les autres, et certains présentent un grand nombre de cicatrices. Ils ont généralement le dessus sur les Requins des Galápagos (C. galapagensis) et les Requins bordés (C. limbatus), des espèces de taille similaire, quand ils se retrouvent en compétition pour de la nourriture. Ce requin forme parfois des groupes pluri-spécifiques avec des Requins dagsits. Des Coureurs arc-en-ciel (Elagatis bipinnulata) ont été observés se frottant contre la peau de Requins pointe blanche, utilisant la rugosité de celle-ci pour se débarrasser de leurs parasites. Ils suivent parfois certains mammifères marins comme les dauphins Tursiops en eau libre, et sont eux-mêmes suivis par des Poissons-pilotes (Naucrates ductor).
Comme le Requin dagsit, le Requin pointe blanche présente parfois une posture d'intimidation caractéristique lorsqu'il est suivi par des plongeurs, indiquant qu'il se prépare à attaquer. Le requin accélère alors pour prendre une distance minimale de 15 m par rapport à son poursuivant, puis se retourne et charge ce qu'il perçoit comme une menace. Arrivé à une distance d'environ deux fois la longueur de son corps, le requin s'arrête, descend ses nageoires pectorales, ouvre la gueule, abaisse les deux tiers postérieurs de son corps et « tremble ». Ces deux dernières caractéristiques sont uniques à cette espèce. Le frémissement sert peut-être à mettre en évidence ses marques blanches au bout des nageoires. Si le plongeur persiste, le requin risque de l'attaquer,.

### Alimentation
Le régime alimentaire du Requin pointe blanche consiste principalement en des poissons osseux comme les Epinephelinae, les maquereaux, les thons (comme le Thon jaune), les escolars, les poissons-lanternes, les poissons-volants, les labres, le Thazard noir et les Soleidae. Les raies de la famille des Myliobatidae comme la Raie léopard, les petits requins comme les petits Requins dagsits et les poulpes sont aussi occasionnellement consommés. Les grands requins ont tendance à être plus lents et consommer plus de proies benthiques. La différence entre la dentition de la mâchoire supérieure et celle de la mâchoire inférieure lui permet d'attraper de grandes proies, et de tailler à l'intérieur des morceaux de chair en les secouant violemment et se tournant. Les Requins pointe blanche ont été observés nageant en périphérie d'autres groupes de requins en train de s'alimenter, et de s'introduire occasionnellement dans le groupe pour voler rapidement de la nourriture. Cette espèce approche souvent les bateaux car elle est attirée par certains bruits artificiels de basse fréquence.

### Cycle de vie
Le Requin pointe blanche est vivipare ; après que les embryons en développement aient épuisés leur réserve en vitellus, le sac vitellin vide se développe en une connexion avec le placenta qui permet à l'embryon d'être nourri par sa mère. Dans l'hémisphère sud, l'accouplement et la parturition ont lieu l'été. Au cours de la parade nuptiale, le mâle mord la femelle pour la tenir durant la copulation, et les femelles portent parfois des marques de morsures sur le sommet de leur nageoire dorsale à la suite de cela. Les femelles donnent naissance à entre un et onze petits après une période de gestation d'environ un an, et cela tous les deux ans. Les nouveau-nés mesurent entre 63 et 68 cm, ou entre 73 et 81 cm suivant les sources, et on les rencontre dans des eaux moins profondes que les adultes. La vitesse de croissance est très variable dans la nature : Kato et Hernandez (1967) ont noté qu'un jeune Requin pointe blanche avait grandi en moyenne de 3,8 cm, soit 5.3 % de la longueur de son corps par an, certains individus ayant atteint une croissance de 20,8 cm par an. Males indique quant à lui que le requin atteint la maturité sexuelle lorsque sa taille est située entre 1,6 et 2 m.

## Distribution et habitat

Aire de répartition du Requin pointe blanche.

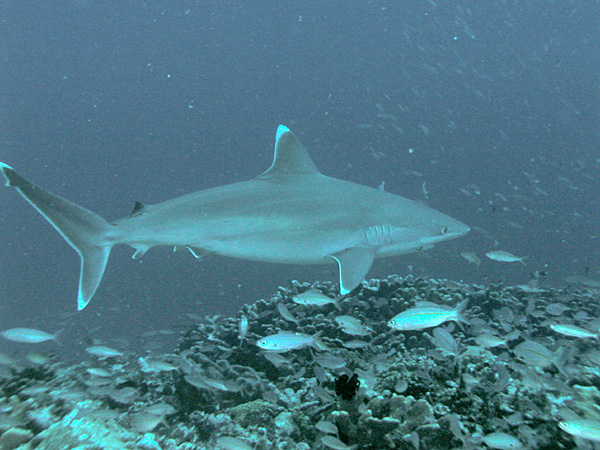
Le Requin pointe blanche vit souvent à proximité de récifs coralliens.

Le Requin pointe blanche a une aire de répartition très étendue mais également fragmentée, dans les océans Indien et Pacifique. Dans l'ouest de l'océan indien, cette espèce est présente de la mer Rouge jusqu'en Afrique du Sud, en passant par Madagascar, les Seychelles, le groupe d'Aldabra, l'île Maurice, et l'archipel des Chagos. Dans l'ouest de l'océan Pacifique, on le rencontre du sud du Japon jusqu'au nord de l'Australie, en incluant Taïwan, les Philippines, l'Indonésie, la Papouasie-Nouvelle-Guinée, la Nouvelle-Calédonie, Guam, Palau, les îles Salomon, les îles Marshall, les îles Phœnix et Tahiti. Dans l'est du Pacifique, on le trouve du sud de Baja California à la Colombie, y compris dans les îles Cocos, les Galápagos et les îles Revillagigedo. Sa présence dans le golfe du Mexique et la mer des Caraïbes n'est pas confirmé.
Les Requins pointe blanche vivent au niveau des plateaux continentaux et insulaires, à une profondeur entre 30 et 800 m, occupant tous les niveaux de la colonne d'eau. Ils sont plus courants autour des îles isolées et dans les bancs de coraux,. Les jeunes fréquentent les eaux côtières peu profondes et les lagons, tandis que les adultes préfèrent des eaux plus profondes, les habitats de ces deux catégories d'animaux se chevauchant très rarement,.

## Taxinomie et phylogénie
Le Requin pointe blanche a été décrit pour la première fois sous le nom Carcharias albimarginatus par le naturaliste allemand Eduard Rüppell, dans son ouvrage de 1837 Neue Wirbelthiere zu der Fauna von Abyssinien gehörig. Ce nom a par la suite été modifié en Carcharhinus albimarginatus, appellation toujours valide aujourd'hui. En 1892, Charles Henry Gilbert attribue le nom spécifique Eulamia platyrhynchus à un animal dont le spécimen type a été collecté au large de l'île Clarión, au Mexique. L'espèce est par la suite renommée en Carcharhinus platyrhynchus, mais s'avère tout de même finalement être un synonyme de Carcharhinus albimarginatus. En 1960, un mâle immature de 103 cm de long capturé au large de Ras Muhammad dans la mer Rouge est désigné comme spécimen type.
Le nom spécifique dérive du latin albi signifiant « blanc », et marginatus signifiant « limité par une bordure ». Divers noms vernaculaires sont attribués à cette espèce comme « Requin houareau », « Requin à pointes blanches de récif » ou « Aileron blanc de récif ».
S'appuyant sur les similarités au niveau de leurs morphologies et de la forme de leurs dents et de leurs vertèbres, Garrick (1982) indique que le Requin dagsit (C. amblyrhynchos) est certainement le plus proche apparenté du Requin pointe blanche. Cette interprétation est corroborée par Lavery (1992), qui s'appuie sur une analyse d'allozymes.

## Relations avec l'Homme

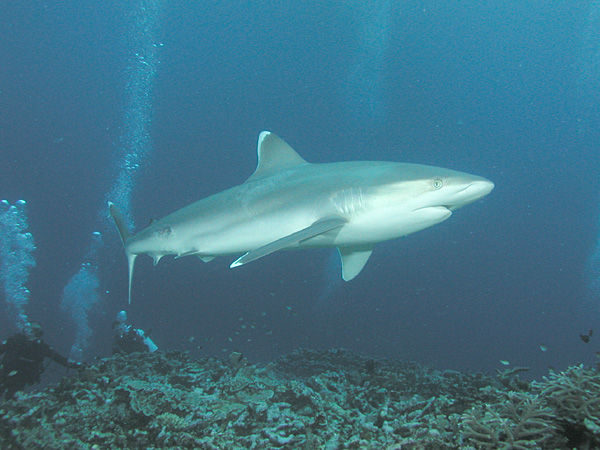
Les Requins pointe blanche se conduisent souvent hardiment envers les plongeurs.

Curieux, notamment en présence de nourriture, le Requin pointe blanche est considéré comme dangereux pour l'Homme. Il arrive fréquemment que plusieurs requins émergent des eaux profondes pour venir inspecter des plongeurs entrant juste dans l'eau, ce qui peut être stressant pour le plongeur car le requin s'approche parfois très près,. Cependant, il est rarement agressif, mais son comportement investigateur et téméraire peut provoquer chez les plongeurs des comportements maladroits. Cette espèce est également connue pour parfois encercler ou poursuivre les plongeurs. Dans une expérimentation utilisant des appâts, un grand Requin pointe blanche a arraché la jambe d'un pantin habillé d'un scaphandre autonome, montrant que cette espèce est capable d'infliger des blessures mortelles. En 2008, l'International Shark Attack File ne comptabilisait toutefois que quatre attaques attribuées à cette espèce, aucune d'entre elles n'ayant été mortelle.
Le Requin pointe blanche est capturé par les pêcheurs commerciaux et artisanaux, par les filets, les palangres et les chalutiers, intentionnellement ou comme prise accessoire. Les ailerons sont valorisés pour réaliser de la soupe d'ailerons de requin et sont vendus à l'exportation, tout comme la peau et le cartilage. La viande est généralement consommée localement, fraîche ou séchée et salée, et les mâchoires et les dents sont également vendues localement,. Les Requins pointe blanche sont vendus dans les poissonneries d'Indonésie, de Birmanie et des Philippines, ainsi que dans divers autres nations autour de l'océan Indien. C'est une prise de plus en plus fréquente des pêcheurs en zone pélagique, où il est souvent victime du shark finning et son corps relargué à la mer. Cette espèce est victime de la surpêche car son rythme de reproduction est lent et il a tendance à demeurer dans la même zone. On pense que les pêcheurs ont conduit à sa disparition à Scott Reef au large du nord de l'Australie, et il devient rare dans divers points de son aire de répartition. Ainsi, l'Union internationale pour la conservation de la nature le classe comme « quasi-menacé », et note qu'il pourrait même être proche du statut de « vulnérable ».